# Richard Graves
Richard Graves (4 de mayo de 1715 – 23 de noviembre de 1804), fue un poeta y novelista inglés. Nacido en Mickleton, Gloucestershire.
Estudió en la escuela de Abingdon-on-Thames y en el Pembroke College de Oxford; fue fellow del All Souls College en Oxford y rector de Claverton, cerca de Bath, así como un entusiasta coleccionista de poemas y traductor, ensayista y corresponsal. Su mejor obra es la novela picaresca The Spiritual Quixote (1773). Sirvió como capellán de Mary Townshend, Condesa de Chatham, y como tutor privado de Thomas Malthus. Fue amigo íntimo de William Shenstone, Ralph Allen y William Warburton.
- Datos: Q9069114
- Multimedia: Richard Graves / Q9069114